# Orianthi

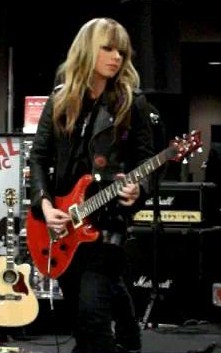
Orianthi

Orianthi Panagaris (n. 22 ianuarie 1985), cunoscută simplu ca Orianthi, este o cântăreață australiană.

## Discografie
Solo
- Violet Journey (2007)
- Believe (2009)
- Heaven in This Hell (2013)

RSO
- Radio Free America (2018)